# Maria Andersson (musiker)
Maria Elisabeth Andersson Lundell, född Andersson den 4 december 1981 i Robertsfors församling, Västerbottens län, är en svensk sångerska låtskrivare och gitarrist i rockgruppen Sahara Hotnights.

## Sahara Hotnights
Andersson var med och bildade Sahara Hotnights 1992, med vilka hon gett ut sex studioalbum.

## Solokarriär
2012 var Andersson ständig bisittare/musiker i Pluras kök.
I november 2015 anslöt sig Andersson till skivbolaget Woah Dad! för att ge ut musik som soloartist under namnet Maria. Den 29 april 2016 släpptes hennes debutsoloalbum Succession, innehållande singeln "End of Conversation".

## Privatliv
Maria Andersson var under tidiga 2000-talet tillsammans med Howlin' Pelle Almqvist från The Hives. Sedan 2014 är Andersson gift med konstnären Love Lundell, son till Ulf Lundell.

## Diskografi
Album
- Succession (2016)

Singlar
- "End of Conversation" (2016)
- "Birches" (2016)